# Partidul Democrat Liberal (România)
Partidul Democrat Liberal (PDL), format prin fuziunea dintre fostul Partid Democrat (PD) și Partidul Liberal Democrat (PLD), a fost un partid politic parlamentar din România.
Evenimentul fondator al partidului se găsește în scindarea Frontului Salvării Naționale (FSN) în 1992 după alegerea lui Petre Roman ca președinte al partidului. Aripa conservatoare a acestuia a părăsit în bloc partidul și a format Frontul Democrat al Salvării Naționale. FSN a participat sub această titulatură la alegerile din 1992 și a obținut 10, respectiv 13 procente din voturile pentru cele două camere ale Parlamentului. În urma acestor alegeri, la 11 mai 1993, FSN și-a schimbat denumirea în Partidul Democrat (PD) și a adoptat o doctrină politică social-democrată, de centru-stânga. A participat la guvernare împreună cu coaliția de centru-dreapta Convenția Democrată Română (CDR) între 1996 și 2000, iar după 2000 a adoptat o orientare de centru-dreapta.
În decembrie 2007, în urma deciziei de fuzionare cu Partidul Liberal Democrat (PLD), a luat numele de Partidul Democrat Liberal (PDL).
A participat la actul de guvernare începând cu alegerile din anul 2008, până în luna mai a anului 2012 când a intrat în opoziție, ca urmare a căderii guvernului Ungureanu. 
Pe 26 iulie 2014, PDL a format o alianță împreună cu PNL, numită Alianța Creștin Liberală (ACL). 
Astfel, fuziunea efectivă dintre cele două partide a avut loc pe 17 noiembrie 2014.

## Istorie

### Trecerea de la FSN la PD

Vechea siglă a PD, bazată pe sigla FSN

După ce Petre Roman a fost ales președinte al Frontului Salvării Naționale în martie 1992, aripa conservatoare a acestuia a părăsit în bloc partidul și a format Frontul Democrat al Salvării Naționale. Aripa reformistă a FSN a continuat să se numească astfel până în 1993 când a adoptat denumirea de Partidul Democrat. De-a lungul istoriei, partidul a absorbit alte partide mai mici, între care Partidului Democrat al Muncii, al Partidului Unității Social Democrate și al Frontului Democrat Român, iar în 2007 a absorbit Partidul Liberal Democrat.
Convenția Națională din 24-25 octombrie 1994 de la Cluj-Napoca a adoptat moțiunea “Pentru o nouă Românie a muncii și a dreptății” și l-a reales pe Petre Roman președinte al partidului. Totodată delegații la convenție au aprobat fuziunea prin absorbție a PDM și reactualizarea Statutului.
Până în anul 2000, când s-a scurtat doar la Partidul Democrat, partidul a avut denumirea de Partidul Democrat - Frontul Salvării Naționale (PD-FSN).

### Apropierea de partidele din centrul spectrului politic
La 27 septembrie 1995, s-a constituit Uniunea Social Democrată, alianța electorală a Partidului Democrat cu Partidul Social-Democrat Român al lui Sergiu Cunescu, fără legătură cu foștii comuniști. A fost a doua tentativă a PD de a coagula mai multe forțe de centru-stânga în jurul său, după Alianța Social Democrată din 1993.
Alegerile locale din mai 1996 au indicat o creștere a popularității partidelor aflate în opoziție față de PDSR-ul lui Ion Iliescu. În septembrie 1996, USD și CDR semnează protocolul de susținere reciprocă în turul doi al alegerilor prezidențiale și de alianța la guvernare. USD a obținut în alegerile legislative din 3 noiembrie 1996 13% din voturi. Partidul Democrat a trimis în Parlament 42 deputați și 21 senatori. Candidatul USD la Președinția României a înregistrat în primul tur de scrutin 20,54% din voturi, situându-se pe locul trei. Conform protocolului, în al doilea tur de scrutin pentru președinție, USD a susținut candidatul CDR, care era plasat pe locul doi. Grație sprijinului PD, Emil Constantinescu a devenit președintele României.

### Guvernarea 1996-2000
PD a intrat la guvernare alături de CDR, UDMR și PSDR, deținând, proporțional cu scorul electoral, 6 portofolii ministeriale.
Convenția Națională din 29-30 august 1997 desfășurată la Iași, adoptă moțiunea “Partidul Democrat – un partid care privește spre viitor” și îl reinvestește pe Petre Roman în funcția de președinte al partidului. Convenția a ratificat și o “Rezoluție privind actuala guvernare” și modificările aduse statutului (Biroul Executiv este înlocuit de Biroul Permanent Național cu cele două componente: Consiliul Politic și Consiliul Executiv). Tot în această Convenție Națională a fost aprobată fuziunea prin absorbție a PD cu Partidul Unității Social-Democrate și cu Frontul Democrat Român.
PD a insistat pe menținerea măsurilor de protecție socială, în condițiile în care guvernul trebuia să ia unele măsuri nepopulare, cum ar fi închiderea unor mari întreprinderi de stat înființate în timpul regimului comunist și care fuseseră întotdeauna neperformante, sau deveniseră neperformante în deceniul anilor 1980. Măsurile au condus la proteste de masă și la acțiuni sindicale importante. În urma protestelor, PD a încetat a mai susține unele reforme. Senatorul PD Triță Făniță a fost unul din principalii adversari ai retrocedării terenurilor confiscate abuziv de regimul comunist, dar în cele din urmă el a rămas izolat în partid, care în bloc a susținut reconstituirea dreptului la proprietate agricolă.

#### Remanierea Guvernului Ciorbea
Remanierea Guvernului Ciorbea operată în decembrie 1997 a constituit o dezamăgire pentru Partidul Democrat, care aștepta o remaniere de fond, asumarea a ceea ce considera a fi eșecurile din 1997 și un program clar de acțiune pentru 1998. Deși făcea parte din guvern, Partidul Democrat a devenit un critic vocal al acestuia. Ministrul transporturilor Traian Băsescu a fost revocat de Ciorbea din cauza acestei atitudini, ceea ce a dus în cele din urmă la retragerea tuturor miniștrilor PD din guvern la 28 ianuarie 1998. PD a inițiat o moțiune de cenzură care avea șanse mari să determine demisia lui Victor Ciorbea din funcția de prim-ministru. Deși nu era implicită, Victor Ciorbea depune și demisia din funcția de primar general al Capitalei.

#### Revenirea la guvernare
Partidul Democrat a reintrat în Guvern în 17 aprilie 1998, alături de Convenția Democrată (CDR), Uniunea Maghiară și Partidul Social-Democrat Român (PSDR) într-un nou guvern condus de Radu Vasile, după semnarea unui nou protocol de guvernare care prevedea explicit sarcinile fiecărui ministru. Această revenire în Guvern, cu aceiași miniștri și alături de aceiași aliați, a adus Partidului Democrat o scădere semnificativă de credibilitate, apărând impresia că PD a dinamitat guvernarea anterioară doar pentru a obține un aranjament mai favorabil. În consecință, candidatul PD la funcția de Primar General al Capitalei, Alexandru Sassu, a obținut doar 3% din voturi. Înlocuirea prim-ministrului Radu Vasile cu Mugur Isărescu, petrecută la 21 decembrie 1999, nu a adus nicio modificare în echipa PD trimisă în Guvern, cu excepția lui Petre Roman, care a acceptat numirea sa în fruntea Externelor, renunțând la funcția de Președinte al Senatului. Convenția Națională din 18-19 februarie 2000 adoptă moțiunea « Încredere în fiecare – șanse pentru toți », prezentată de Petre Roman. Acesta a fost reales președinte al partidului. PD s-a opus de asemenea și restituirii proprietăților ce aparținuseră înainte de comunism Camiliei Regale a României.

### Opoziția în timpul guvernării Năstase

Sigla Partidului Democrat (PD)

Alegerile locale și generale din anul 2000 găsesc Partidul Democrat într-o mare pierdere de imagine. Uzura cauzată de guvernarea dificilă în vreme de criză economică a fost cu atât mai adâncă cu cât toți membrii Consiliului Politic ocupaseră posturi de miniștri. Mai mulți vicepreședinți (Adrian Severin, Victor Babiuc, Stelian Duțu) fuseseră înlăturați din diverse motive de la conducere. Dacă partidul reușește un 8% în alegerile parlamentare, Petre Roman abia adună 3% din voturile exprimate pentru președinție. Unicul succes semnificativ obținut de PD la alegerile din 2000 a fost câștigarea Primăriei Capitalei de către Traian Băsescu, fostul ministru al transporturilor.
Partidul Democrat a trecut în opoziție, dar filonul social-democrat de centru-stânga pe care se situa oferta sa electorală a devenit din ce în ce mai mult exploatat de Partidul Democrației Sociale din România (PDSR), care a adoptat o atitudine mai moderată sub președinția lui Adrian Năstase și a atras într-o fuziune și fostul partener de alianță al Democraților, PSDR-ul lui Sergiu Cunescu.
Petre Roman a inițiat demersurile pentru „Alternativa 2004”, o alianță electorală PD – PNL – ApR. Relansarea partidului a pornit de la candidatura primarului Traian Băsescu pentru președinția PD. El a considerat că singura modalitate de a relansa partidul a fost opoziția fermă, fără compromisuri, față de PDSR și succesorul acestuia, PSD. Legitimat de victoria în alegerile pentru Primăria Capitalei, Băsescu apărea drept cel mai popular personaj al Partidului Democrat. El a intrat în opoziție față de Petre Roman, care era dispus la o colaborare condiționată cu PDSR. Băsescu a obținut organizarea Convenției Naționale în mai 2001, convenție în care a reușit să obțină și adoptarea moțiunii „România puternică – România Social Democrată” susținută de grupul său de promovare. În ciuda titlului moțiunii sale, alegerea lui Băsescu a marcat abandonarea doctrinei social-democrate și un viraj ferm spre dreapta politică.
Organizatoric, Băsescu a mărit numărul de vicepreședinți  de la 6 la 12 pentru a acoperi toate domeniile care interesau funcționarea partidului. Cu tot cu secretarii executivi și responsabilii regionali, Biroul Permanent Național a ajuns să cuprindă 45 de membri, față de cei 19 de dinainte de CNE. De fapt, cea mai importantă modificare a Statutului a constat în desființarea Consiliului Politic, structură care a blocat funcționarea BPN. Statutar, în termen de o lună de la CNE, la 15 iunie 2001 CNC a ales Biroul Permanent Național, actualmente aflat în funcție. Alegerile pentru conducerile locale și județene au avut loc în intervalul iulie – octombrie 2001. Prin Hotărâre C.N.C., la aceste alegeri candidaturile pentru ocuparea oricărei funcții în partid nu au fost condiționate de vechimea în partid. Fuziunea PANR la PD, decisă în BPN în 25 iunie 2001, a fost desăvârșită prin hotărâre judecătorească la 14 august 2001.
În perioada septembrie 2001 – aprilie 2002, o serie dintre filialele județene ale ApR, opunându-se fuziunii cu PNL, inițiată de conducerea ApR, fuzionează cu filialele județene ale Partidului Democrat. Consiliul Național de Coordonare a hotărât la 26 septembrie 2003 realizarea alianței politice “Dreptate și Adevăr PNL–PD”. Până la 13 octombrie, conform calendarului convenit între cele două partide, structurile de conducere ale alianței au fost definite, atât la nivel central cât și la nivel teritorial.

### Guvernarea, 2005-2007
Alianța Dreptate și Adevăr a participat la alegerile din 2004, ultimele la care aveau să se țină alegeri prezidențiale și parlamentare în același timp vreme de 20 de ani. În campanie, principala măsură susținută de alianță fiind trecerea imediată la o schemă de impozitare cu cotă unică, împreună cu alte măsuri care să accelereze aderarea la Uniunea Europeană (UE). Echipa promovată în alegeri de alianță a fost alcătuită din fostul prim-ministru Theodor Stolojan (de la PNL) pentru președinte și Traian Băsescu pentru prim-ministru. Cei doi aveau o relație bună, care a creat sinergie în favoarea Alianței lor, dar cu puțin înainte de alegeri Stolojan a decis să se retragă din motive de sănătate. Băsescu a devenit candidat prezidențial al alianței, locul de prim-ministru revenindu-i lui Călin Popescu-Tăriceanu, devenit președinte al PNL în locul lui Stolojan. Deși a obținut mai puține voturi decât contracandidatul Adrian Năstase de la Partidul Social-Democrat (succesorul PDSR) în primul tur, Băsescu a câștigat alegerile prezidențiale, ceea ce, în condițiile lipsei unui partid majoritar în Parlament, l-a pus în situația de a-l numi prim-ministru pe Călin Popescu-Tăriceanu, așa cum se angajase în campanie, negociind ceea ce el a numit „soluția imorală” pentru susținerea guvernului acestuia: atragerea sprijinului Partidului Conservator al lui Dan Voiculescu.
După alegerea ca președinte a lui Băsescu, președinte al Partidului Democrat a devenit Emil Boc, primarul Clujului.
Odată învestit, guvernul a adoptat imediat cota unică promisă în campanie. În scurt timp, însă, Tăriceanu și Băsescu au intrat în conflict. Tăriceanu i-a trimis președintelui Băsescu o notă în care îi cerea să „rezolve” (să obstrucționeze sau să mușamalizeze) un dosar penal pe numele omului de afaceri Dinu Patriciu, membru al PNL. Băsescu a făcut publică această notă, afirmându-și angajamentul de a apăra libertatea justiției, un domeniu problematic în negocierile de aderare a României la UE. În cadrul alianței de guvernare, PD a insistat pentru promovarea reformelor necesare pentru aderarea la UE, deși a trebuit să accepte compromisuri, cum ar fi măsuri de protecție a chiriașilor din casele naționalizate de regimul comunist în condițiile în care statul român era obligat prin tratatele internaționale semnate și de deciziile Curții Europene pentru Drepturile Omului să le retrocedeze. Pe tema justiției, într-un portofoliu care îi revenea PD, partidul a acceptat numirea unui independent, activista pentru drepturi civile și jurista Monica Macovei. Deși nu era membră a partidului, și a activat pentru libertatea justiției față de orice ingerințe politice, inclusiv din partea democraților, PD a susținut-o împotriva atacurilor venite din partea celorlalte partide, ai căror lideri s-au văzut deconectați de la controlul asupra activității procurorilor și expuși anchetelor penale ale unei Direcții Naționale Anticorupție devenită eficientă și independentă.
Aderarea la UE a fost obținută în cele din urmă pentru finalul lui 2006, deși combaterea corupției a rămas o problemă și subiect de monitorizare post-aderare. Odată obținută aderarea la UE, coaliția de guvernare s-a spart și, în urma susținerii unei moțiuni simple împotriva ministrului Macovei, Tăriceanu a înlăturat din Guvern toți miniștrii PD și, susținut de Partidul Social-Democrat (PSD), a continuat să guverneze.

### Opoziția și fuziunea cu PLD, 2007-2008
PD a rămas solidar poziției sale în favoarea definitivării reformelor în justiție și a rămas unit în opoziție. Mai mult, schimbarea graduală de alianță efectuată de Tăriceanu a cauzat ruperea unei părți din PNL în jurul lui Theodor Stolojan, fostul partener de alianță al lui Băsescu din toamna lui 2004. Denumită Partidul Liberal Democrat (PLD), aceasta era formată din membri PNL care susținuseră fuziunea între PD și PNL după alegerile din 2004 (în 2003, despre fuziunea celor două partide Băsescu declara că „nu e o soluție. Noi avem o mare obligație, ca partid membru în Internaționala Socialistă: ca într-o țară care este în proporțiede 70% de stânga să generăm adevărata social-democrație, și nu cea pe care o clamează PSD.”) și sprijineau agenda proeuropeană a președintelui Băsescu. După revocarea din Guvern, Monica Macovei s-a înscris în Partidul Democrat și a candidat la alegerile europarlamentare.
Din primăvara anului 2007, cele două partide au început tatonările pentru o eventuală colaborare. În iulie 2007 s-a semnat un prim acord de colaborare între cele două partide, acord în 10 puncte care prevedea o colaborare în activitatea parlamentară, dar participare separată la europarlamentarele din vara anului 2007.
La Alegerile pentru Parlamentul European din noiembrie 2007, PD s-a situat pe primul loc, cu 28% din voturi, devenind astfel principalul partid politic al României, iar PLD a obținut un surprinzător procent de 8%, cele două confirmând susținerea politică a agendei lor pro-integrare. După publicarea rezultatelor, au început să apară în presă informații cu privire la o viitoare fuziune a celor două partide PD și PLD. În 3 decembrie 2007 s-a anunțat oficial fuziunea dintre cele două partide. Pe 15 decembrie 2007 delegați ale ambelor partide se întâlnesc într-o Convenție Națională Extraordinară, unde anunță fuziunea prin absorbție a PLD de către PD, adoptarea statului și a siglei electorale, noul partid urmând a se numit Partidul Democrat Liberal (PDL). S-a stabilit o nouă conducere, Emil Boc fiind confirmat în funcția de președinte al partidului, cu Theodor Stolojan și Adriean Videanu prim-vicepreședinți și Vasile Blaga - secretar general. Fuziunea celor două partide a fost definitivată prin înregistrarea noii formațiuni politice la Tribunalul București, prin decizia TMB din 26.03.2008 se aprobă fuziunea, modificarea statului, conducerii și numelui PD în PD-L.
Elementul marcant al anului 2007 s-a petrecut în mai când are loc referendumul pentru demiterea președintelui Traian Băsescu eveniment care duce la o poziționare clară a partidelor politice în raport cu acest eveniment. Partidele „anti-” — PSD, PC, PRM și UDMR — și partidele „pro” — PD și PLD. Faptul că PD și PLD l-au susținut pe Traian Băsescu, votând împotriva demiterii, a făcut ca cele două partide să se situeze pe un trend crescător în sondaje și popularitate. De asemenea, dorința de a contracara forța alianței „anti” din parlament, condusă de PSD, în perspectiva alegerilor din 2008, a cântărit mult în formarea PD-L. Această atitudine politică a adus PD și ulterior PD-L critici de „partid prezidențial” din partea celorlalte partide parlamentare care-l acuzau că susțin fără critici agenda președintelui Băsescu. Procesul de formarea a PDL s-a lovit de unele controverse. Protocolul de comasare prin absorbție PD-PLD a fost contestat în două moduri:
- intern de către filiale sau membrii celor două partide,[37] contestarea fiind mai accentuată în fostul PLD[38][39]
- în instanță de mai mulți reclamanți,[40][41][42] speța fiind stinsă complet abia în noiembrie 2008.[43][44]

Cu toate acestea, fuziunea a fost cimentată în timp util pentru alegerile legislative din 2008.

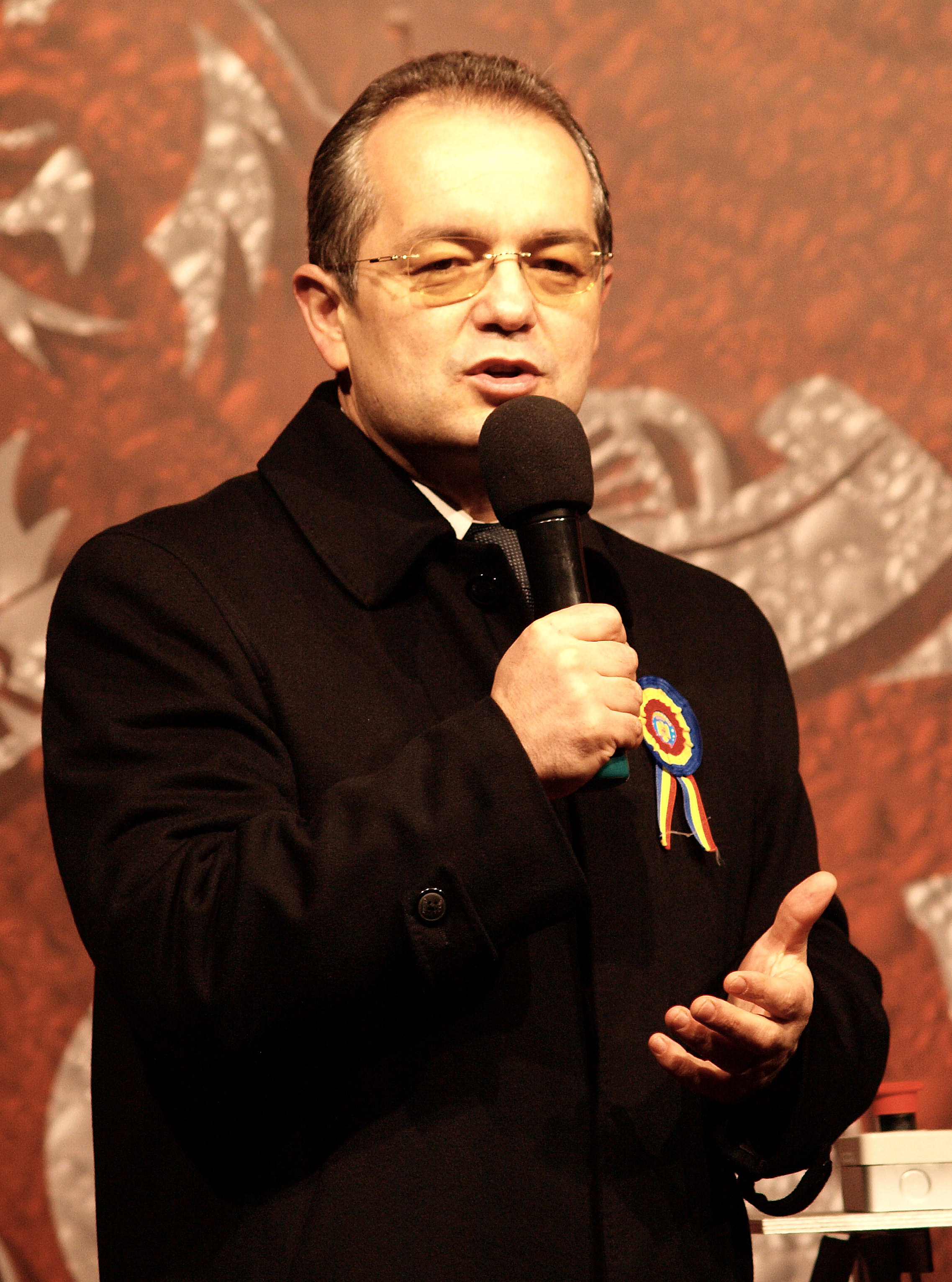
Emil Boc

### Participarea la guvernare
În urma alegerilor parlamentare desfășurate în data de 30 noiembrie 2008, PD-L a obținut cel mai mare număr de mandate, urmat îndeaproape de PSD, iar PNL fiind un al treilea partid. PD-L a început negocierile pentru formarea unei coaliții de guvernare cu PNL, care însă nu dorea să-și asume guvernarea în condițiile în care criza economică mondială prefigura o guvernare dificilă. PD-L s-a orientat atunci spre constituirea unei unei coaliții de guvernare cu PSD-PC și UDMR.

#### 2008-2009
În data de 10 decembrie 2008, Traian Băsescu îl nominalizează pe Theodor Stolojan ca prim-ministru desemnat, urmând ca acesta din urmă să continue negocierile pentru formarea unui guvern. În 14 decembrie 2008 PD-L și alianța PSD-PC ajung la un acord semnând un protocol de guvernare intitulat "Parteneriat Pentru România" și își anunță sprijinul pentru formarea unui guvern majoritar în frunte cu Stolojan.. În urma acestui acord, PD-L păstra președinția Camerei Deputaților iar PSD pe cea a Senatului. O zi mai târziu, pe 15 decembrie 2008, Theodor Stolojan își anunță demisia, Emil Boc fiind desemnat ca prim-ministru.
La data de 19 decembrie 2008, premierul desemnat Emil Boc anunță componența noului cabinet. Acest guvern va purta ulterior numele de Boc 1. Noul guvern primește votul de învestitură din partea Parlamentului în data de 22 decembrie 2008. Funcționarea acestui guvern a fost marcată de disensiuni permanente cauzate atât de programul politic diferit al celor două partide majoritare, cât și de alegerile prezidențiale și europarlamentare din 2009. Funcționarea defectuoasă a guvernului sprijinit de PD-L și PSD+PC a avut ca un prim efect ignorarea unor măsuri economice coerente care să contracareze criza economică începută în anul 2008.
La 1 octombrie 2009, ca urmare a retragerii alianței PSD+PC de la guvernare, PDL și-a asumat susținerea unui guvern minoritar politic. Acest Guvern avea un număr redus de miniștri - 10 din care 8 gestionau câte doua portofolii ministeriale.
Guvernul Boc I a fost demis la 13 octombrie 2009 de Parlament, ca urmare a adoptării unei moțiuni de cenzură depusă de opoziție dar a continuat să funcționeze ca guvern interimar până în luna decembrie 2009.
Căderea guvernului în octombrie 2009 a dus la o criză politică prelungită, pe fundalul unei campanii electorale dure pentru alegerile prezidențiale. Băsescu a relansat negocierile între partidele parlamentare, pentru formarea unei coaliții de guvernare pe fondul campaniei electorale pentru funcția de președinte. Inițial, PD-L l-a susținut pe Emil Boc ca și potențial candidat la funcția de premier, în antiteză cu o coaliție parlamentară puternic coagulată în jurul primarului Sibiului Klaus Johannis.
Pe 14 octombrie 2009, Traian Băsescu l-a desemnat premier prezumptiv pe Lucian Croitoru, acesta urmând să negocieze pentru obținerea susținerii parlamentare. Guvernul prezentat de Lucian Croitoru, susținut în principal de PD-L, nu a primit votul de învestitură în parlament.
Pe 6 noiembrie 2009 în urma consultărilor cu PDL, președintele Băsescu l-a numit pe primarul sectorului 3 al Bucureștiului, Liviu Negoiță, ca premier desemnat acesta încercând să formeze o coaliție în parlament. La alegerile prezidențiale din 2009, s-a repetat scenariul din 2004, în care Băsescu, susținut de această dată doar de PDL, a obținut în primul tur mai puține voturi decât contracandidatul lui social-democrat, de această dată Mircea Geoană, dar a câștigat în al doilea tur, deși efectele crizei economice se simțeau deja. La 16 decembrie 2009, după anunțarea rezultatului alegerilor prezidențiale, Liviu Negoiță și-a depus mandatul.

#### 2009-2012

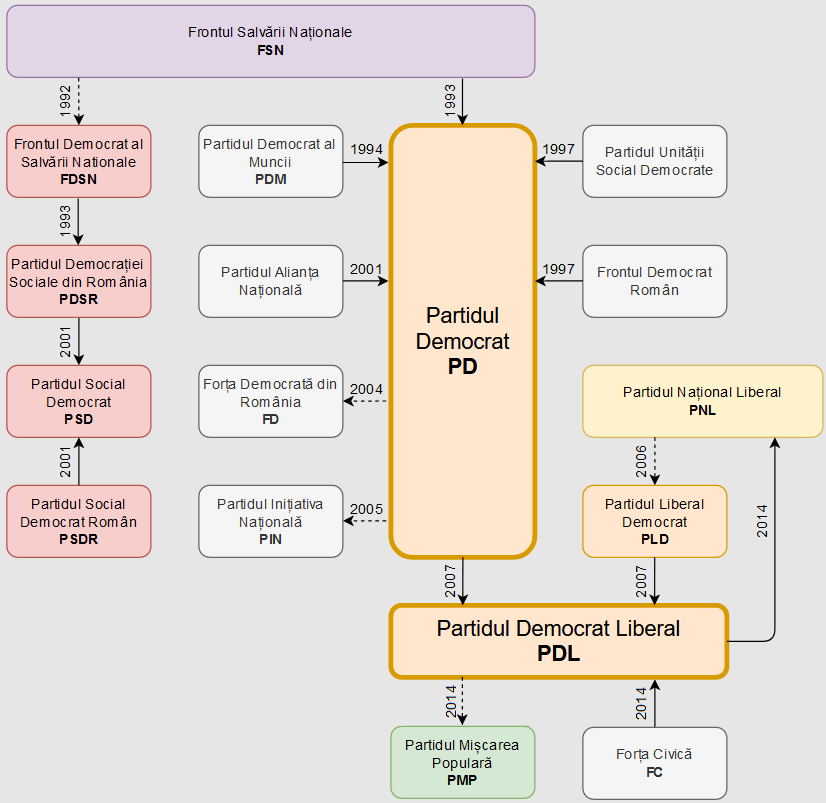
Evoluția PD/PDL

Pe data de 17 decembrie 2009, Traian Băsescu îl desemnează pe Emil Boc ca prim ministru. PD-L va forma o coaliție guvernamentală prin negocieri cu UDMR, grupul minorităților și cu grupul independenților conduși de Gabriel Oprea. Al doilea guvern Boc primește votul de investitură în parlament, la data de 23 decembrie 2009. Guvernul Boc a beneficiat de o majoritate parlamentară fluctuantă pe durata mandatului, supraviețuind mai multor moțiuni de cenzură și s-a implicat activ în adoptarea mai multor inițiative legislative prin asumarea răspunderii parlamentare. Guvernul Boc este autorul unor măsuri economice menite să echilibreze pe termen scurt bugetul și să împartă povara crizei economice între domeniul privat și bugetari: creșterea TVA, reducerea pensiilor de stat (în special a celor mari și a celor speciale) și a salariilor bugetarilor. Lipsa unei strategii de comunicare coerente și eficiente a dus la erodarea încrederii și suportului popular, scădere resimțită puternic și de PDL în procesele electorale ale anului 2012. Acest guvern își va înceta activitatea la 9 februarie 2012, ca urmare a demisiei întregului cabinet în urma protestelor de stradă.
PDL s-a mai implicat în actul de guvernare în perioada februarie 2012–mai 2012 participând la formarea coaliției ce a susținut parlamentar guvernul Ungureanu și a contribuit în acest guvern cu 9 miniștri. Odată cu încetarea activității guvernului Ungureanu, demis prin moțiune de cenzură în 27 aprilie 2012 cu concursul foștilor parteneri de coaliție din UNPR, PDL a fost obligat să intre în opoziție.

### Activitatea în opoziție și epoca post-Băsescu
Odată cu intrarea în opoziție, PDL s-a concentrat pe pregătirile pentru alegerile locale din 10 iunie 2012. Rezultatele alegerilor au confirmat scăderea de popularitate a PDL spre un procent de 20%. PDL a participat la alegeri atât în nume propriu cât și în diverse alianțe electorale cu caracter local.
Rezultatele slabe de la alegerile locale au dus la demisia în bloc a conducerii PDL și la convocarea unei convenții naționale pe 30 iunie 2012 pentru alegerea unei noi echipe de conducere.
Noua conducere în frunte cu Vasile Blaga, și-a propus ca țel refacerea imaginii PDL și găsirea unei soluții viabile în perspectiva alegerilor parlamentare din decembrie 2012. În acest scop, PDL a înființat și aderat la Alianța România Dreaptă.
În iulie 2012 PDL s-a opus unei noi tentative de demitere a președintelui, votând împotrivă în parlament și participând activ la campania de susținere a președintelui suspendat Traian Băsescu, ulterior aderând la cererea acestuia de boicotare a referendumului. Ca urmare a boicotului, referendumul nu a fost validat și Băsescu și-a dus mandatul la bun sfârșit. 
În 17 octombrie, respectiv 18 octombrie 2012 PDL a găzduit, împreună cu UDMR, congresul PPE la București.
Rezultatele de la alegerile parlamentare, sub așteptări, au dus la tensiuni în interiorul PDL, prim-vicepreședintele Cristian Preda și vicepreședintele Sever Voinescu demisionând. S-a decis și convocarea unei Convenții extraordinare pe luna mai 2013, în vederea alegerii unei noi conduceri. Au candidat Monica Macovei, Elena Udrea și Vasile Blaga, iar ultimul a ieșit câștigător. Udrea a demisionat și ea și s-a alăturat lui Preda, Voinescu și altor susținători ai lui Traian Băsescu în Partidul Mișcarea Populară, iar Macovei a demisionat pentru a fonda partidul M10. Se prefigura în același timp finalul celui de-al doilea (și ultimul conform Constituției) mandat al lui Traian Băsescu, iar partidul nu avea un alt candidat credibil. 
Blaga a negociat fuziunea cu Partidul Național Liberal, retras în 2013 din Uniunea Social-Liberală. În primă fază a existat o alianță electorală, care l-a susținut pe Klaus Iohannis la funcția de președinte a țării, iar fuziunea efectivă s-a concretizat pe 17 noiembrie 2014, Partidului Democrat Liberal fiind absorbit oficial de PNL.

## Rezultate electorale

### Alegerile locale din 2008
Anul electoral 2008 este primul ciclu electoral la care participa PDL-ul. La alegerile locale desfășurate în 15 iunie 2008, PD-L a obținut următoarele rezultate, conform voturilor exprimate:
- 14 președinți de consilii județene[172]
- 458 consilieri județeni[173]
- 909 primari[174]
- 11.129 consilieri locali[175]

În București candidatul PD-L Vasile Blaga pierde cursa pentru primăria capitalei în favoarea lui Sorin Oprescu, însă reușește să formeze ulterior o coaliție majoritară în Consiliul General.

### Alegeri parlamentare 2008
Alegerile au fost bazate pe un nou sistem de vot numit uninominal cu compensare.Alegerile parlamentare s-au desfășurat în 30 noiembrie 2008 cu următoarele rezultate pentru PDL:
- 115 mandate în Camera deputaților[182]
- 51 mandate în Senat[183]

PD-L a devenit astfel cel mai mare partid parlamentar și principalul actor în actul de guvernare început în 2008.

### Alegerile prezidențiale din 2009
La alegerile prezidențiale din anul 2009 pentru alegerea președintelui, PD-L l-a sprijinit pe candidatul Traian Băsescu, care a câștigat un nou mandat în turul al doilea împotriva lui Mircea Geoană.

### Alegerile locale din 2012
Alegerile locale s-au desfășurat pe  10 iunie 2012. PD-L și-a prezentat oficial candidații pe data de 25 aprilie 2012 obținând următoarele rezultate:
- 2 președinți de consilii județene[190]
- 212 consilieri județeni[191]
- 498 primari[192]
- 6.354 consilieri locali[193]

În București candidatul PD-L Silviu Prigoană a pierdut cursa pentru primăria capitalei în favoarea lui Sorin Oprescu, PDL obținând un număr de 11 consilieri în Consiliul General.
PDL a participat la aceste alegeri și în diverse formule de alianțe locale obținând astfel încă 135 consilieri județeni, 297 primari și încă 3.647 consilieri locali.

### Alegerile parlamentare din 2012
Alegerile din 2012 s-au constituit în al doilea ciclu electoral al uninominalului cu compensare. Alegerile parlamentare s-au desfășurat în 9 decembrie 2012, PDL participând la alegeri sub sigla Alianței România Dreaptă cu următoarele rezultate:
- 56 mandate în Camera Deputaților[200]
- 24 mandate în Senat[201]

PDL și-a păstrat statutul de principal partid de opoziție.

### Alegerile prezidențiale din 2014
Pe 22 iulie 2014 s-a decis ca alianța PNL-PDL pentru alegerile prezidențiale să se numească Alianța Creștin-Liberală. Candidatul alianței, Klaus Iohannis, a obținut mandatul de președinte împotriva lui Victor Ponta din al doilea tur.

## Organizarea PDL
Structura internă de conducere a PD-L este formată din Biroul Național Permanent (BNP), structuri de conducere județene (BPJ) și locale (BPL). BNP asigura conducerea curenta (activitate politica, administrativa financiara) a PDL, fiind responsabil și de gestionarea Colegiul Director Național (CDN), Consiliului Național de Coordonare (CNC) Convenția Națională Ordinară (CN) și Convenția Națională Extraordinară (CNE) sau a comisiilor temporare
Președintele partidului este ales în mod direct în cadrul CN (sau CNE), pe baza unui program politic (moțiune) împreună cu președinții CNSEL și CNRC. 
Susținătorii moțiunii candidatului câștigător sunt considerați membrii aleși ai CNC. Alegerea membrilor BPN se face în cadrul CNC.
BNP este constituit din președintele partidului, 4 prim-vicepreședinți, 1 secretar general, 15 vicepreședinți, 11 secretari executivi, 3 secretari adjuncți, președinții organizațiilor interne PDL (6 membri), liderii grupurilor parlamentare (3 persoane) și 1 trezorier.
Oficial, PD-L are în componența sa câteva organizații:
- Organizația de Tineret și Studenți a Partidului Democrat Liberal (OTSPDL) - președinte Răzvan Mustea cunoscut prin acronimul OTPDL, se adresează membrilor și simpatizanților care nu au împlinit vârsta de 35 ani
- Organizația de Femei a Partidului Democrat Liberal (OF-PDL ) - președinte Sulfina Barbu - ce se adresează simpatizanților și membrilor de sex feminin
- Organizația Pensionarilor și Vârstei a Treia a Partidului Democrat Liberal (OPV3-PDL) - președinte Ion Nastea - constituită din membri și simpatizanți ai partidului care sunt pensionari sau sunt persoane în vârstă.
- Organizația Oamenilor de Afaceri a Partidului Democrat Liberal (OOAPDL) - președinte Calin Murg - cuprinde membri și simpatizanți ai partidului care activează în sfera întreprinderilor mici și mijlocii și în mediul de afaceri.

Calitatea de membru PDL se dobândea în urma unei adeziuni coroborată cu îndeplinirea unor criterii politice minime și implica plata unei cotizații. Calitatea de membru se putea pierde prin excludere, retragere voluntară sau prin neplata cotizației timp de un an. Numărul membrilor cotizanți PDL în 2011, conform lui Cristian Preda, era de 86.461 persoane.
Veniturile raportate de PDL pe 2011 reprezentau 12.878.104 lei, din care 5,29 milioane din cotizații, 5,18 milioane din donații și aproximativ 285.000 lei din alte venituri (M.O. nr. 208 – 29 martie 2012).
Fenomenul migrației politice a afectat PDL pe întreaga existență a partidului începând din 2007. La alegerile parlamentare din 2008, PDL a trimis în parlament cel mai mare număr de persoane care fuseseră membre și ale altor partide politice. PDL a speculat acest fenomen în favoarea sa în 2009 pentru a-și forma o majoritate parlamentară cu sprijinul unor membri ai altor partide dispuși să-și abandoneze partidul pentru a alcătui o nouă formațiune politică. Reversul acestei practici s-a manifestat odată cu scăderea suportului electoral ca urmare a măsurilor de austeritate care au afectat bugetarii, PDL începând să devină sursă de plecări, ajungând la o adevărată hemoragie în vara anului 2012.

## Doctrină
Apărut după ce președintele FSN, Petre Roman, a abandonat ideologia comunistă în favoarea unei social-democrații după Revoluția din 1989, spre deosebire de „comunismul cu față umană” predicat de FDSN-ul lui Ion Iliescu, Partidul Democrat a fost în primul deceniu de existență un partid de stânga, și a aderat la Internaționala Socialistă.  În 5 și 6 februarie 1999, PD a organizat la București întrunirea Comitetului Internaționalei Socialiste pentru Europa Centrală și Răsăriteană, care s-a pronunțat pentru lărgirea Uniunii Europene și pentru introducerea formelor de maximă autonomie în provincia Kosovo.
În urma alegerii lui Traian Băsescu ca președinte al PD în 2001, PD a migrat spre o nouă doctrină politică de centru-dreapta, ceea ce i-a făcut pe mulți oameni de stânga (cum ar fi Adrian Severin sau Liviu Dragnea) să migreze la Partidul Social Democrat, iar fostul președinte, Petre Roman, a fondat Forța Democrată din România. Aceasta a fost oficializată prin fuziunea cu Partidul Liberal Democrat în 2006. Schimbarea doctrinară a PD a fost influențată și de factori pragmatici, cum ar fi susținerea pe care Partidul Socialiștilor Europeni (PES) a oferit-o PSD-ului și lui Adrian Năstase la alegerile din 2004, în timp ce PPE căuta noi aliați împotriva PES.

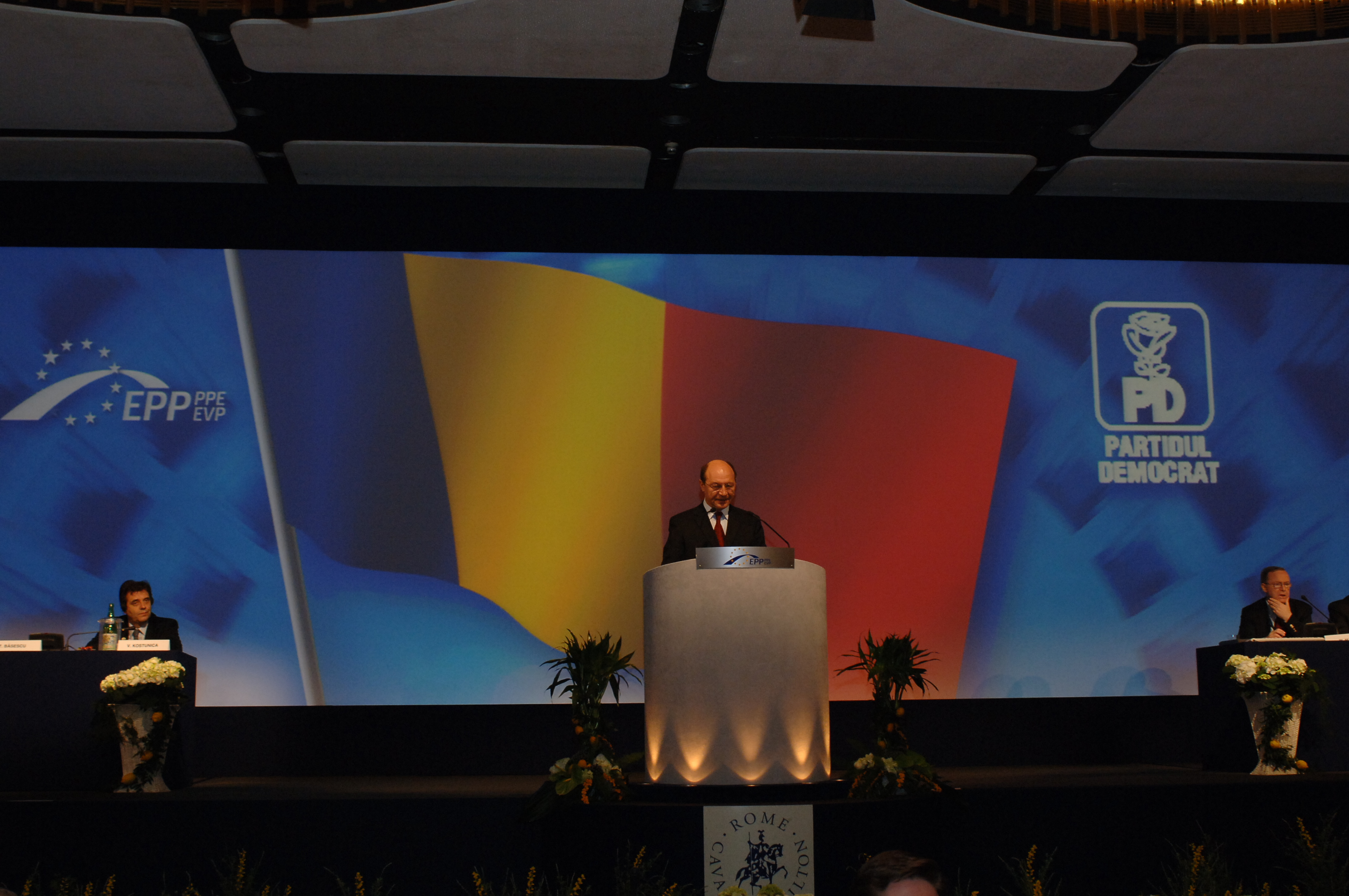
Băsescu vorbind la congresul PPE din 2006, după ce PD a aderat la popularii europeni

Sursa de inspirație doctrinară au constituit-o popularii europeni (PPE), partid pan-european la care PD a aderat în noiembrie 2006. De asemenea, ulterior, PDL a aderat la Internaționala Centrist-Democrată. 
Fuziunea cu PLD a introdus elemente liberale în cadrul doctrinei PDL, fără însă ca doctrina să fie pe deplin armonizată la momentul fuziunii. Prin urmare, de la înființare, s-a lucrat de mai multe ori pentru clarificarea doctrinei oficiale.
După aderarea la PPE, PD și succesorul său, PDL, au susținut politici economice neoliberale și politici social-conservatoare și creștin-democrate. PDL a mai fost descris ca fiind populist de dreapta.
În urma constituirii alianței România Dreaptă, programul politic al PDL-ului a devenit același cu al alianței.

## Activitate Parlamentară

### 2008-2012
În urma alegerilor din 2008, în Parlamentul României PD-L era reprezentat prin 166 parlamentari grupați în două grupuri parlamentare:
- Grup parlamentar Camera Deputaților numărând 115 deputați.[242]. Funcția de lider al acestui grup a fost deținută de Mircea Toader începând cu 22 decembrie 2008.
- Grup parlamentar Senat format din 51 senatori.[243] În funcția de lider al acestui grup a fost ales Cristian Rădulescu, înlocuindu-l pe Traian Igaș în 4 octombrie 2010.

Rezultatele alegerilor din 2008 au permis PDL să obțină președinția Camerei deputaților în persoana deputatei Roberta Anastase. Inițial, la șefia Senatului a fost sprijinit Mircea Geoană, dar în urma revocării acestuia de către PSD în 28 noiembrie 2011, funcția a fost reclamată de PD-L prin persoana lui Vasile Blaga.
Numărul deputaților și senatorilor a variat din 2008 în funcție de demisiile sau adeziunile senatorilor și deputaților la PDL. PDL a fost puternic afectat de migrație pe întregul ciclu parlamentar 2008-2012.
Activitatea senatorilor și deputaților PD-L sa desfășurat pe două planuri:
- în cadrul coaliției de guvernare prin sprijinirea Guvernului Boc, activitatea parlamentarilor PDL identificându-se public cu cea a guvernului Boc[248][249]
- în cadrul Parlamentului, activitatea s-a desfășurat conform prevederilor Camerei sau Senatului, reprezentanții PD-L fiind prezenți în cadrul ciclului electoral 2008-2012 în toate comisiile Parlamentului. Activitatea fiecărui reprezentat PD-L poate fi verificată în parte pe site-urile Camerei Deputaților[250] sau a Senatului.[251]

Odată cu intrarea în opoziție, PDL a inițiat 3 moțiuni simple împotriva guvernului Ponta:
- pe educație în 25 septembrie 2012, respinsă prin vot în 2 octombrie 2012.[252]
- pe agricultură în 9 octombrie 2012, respinsă prin vot[253]
- pe buget, în 23 octombrie 2012, respinsă de asemenea în parlament.[254]

## Fuziuni
- 1993 - Frontul Salvării Naționale fuzionează cu Partidul Democrat (PD), al cărui nume îl și păstrează[255]
- 1994 - Partidul Democrat fuzionează cu Partidul Democrat al Muncii[255]
- 1997 - Partidul Democrat fuzionează cu Partidul Unității Social-Democrate și cu Frontul Democrat Român[256].
- 2001 - Partidul Democrat fuzionează cu Alianța Națională[257][258][259]
- 2007 - Partidul Democrat fuzionează cu Partidul Liberal Democrat, formând Partidul Democrat Liberal[256]
- 2014 - Partidul Forța Civică fuzionează prin absorbție cu Partidul Democrat Liberal.[260]
- 2014 - Partidul Democrat Liberal fuzionează cu Partidul Național Liberal. Noua formațiune se numește Partidul Național Liberal.[14]